# U.S.D. Rivarolese 1906
Unione Sportiva Dilettantistica Rivarolese 1906 là một câu lạc bộ bóng đá Ý đến từ Rivarolo Canavese, Piedmont. Nó chơi lần cuối ở Serie D. Màu sắc của đội là maroon, trắng và đen, và nó được thành lập vào năm 1906.
Rivarolese đã được thăng hạng từ giải đấu Eccellenza khu vực vào năm 2005/2006, sau khi giành chức vô địch. Năm 2009 đội được sáp nhập với Chieri của Piedmont (hoàn thành 13 trong 2008-09 Eccellenza Piedmont A) và chuyển giao cho Chieri.
Không nhầm lẫn với Rivarolese, chơi trong giải đấu đầu tiên giải vô địch Ý giữa đầu tiên và thế chiến thứ hai: đội có trụ sở tại Rivarolo Ligure, một vùng ngoại ô của Genoa.